# Pave Paul 1.
Paul 1. (700 - 28. juni 767) var pave fra 29. maj 757 til sin død i 767. Han tjente først som romersk diakon og var ofte ansat af sin bror Pave Stefan 2. i forhandlinger med de lombardiske konger.